# Lucy in the Sky
Lucy in the Sky è un film del 2019 diretto da Noah Hawley.
Il film è liberamente ispirato alla storia vera dell'astronauta Lisa Nowak riguardo al suo coinvolgimento sentimentale con il collega astronauta William Oefelein. Fanno parte del cast principale Natalie Portman, Jon Hamm, Dan Stevens e Zazie Beetz.

## Trama
Di ritorno sulla Terra dopo una lunga missione spaziale, l'astronauta Lucy Cola intreccia una relazione extraconiugale con il collega Mark Goodwin. Provata psicologicamente dal tempo passato nello spazio, Lucy inizia a perdere contatto con la realtà e ad allontanarsi dalla sua famiglia. Una spirale discendente che la proverà ulteriormente quando scopre che l'amante ha una relazione con una giovane cadetta.

## Produzione
Con il titolo di lavorazione Pale Blue Dot, il film è stato annunciato a febbraio 2017 sotto la produzione di Noah Hawley, Bruna Papandrea e Reese Witherspoon, con Witherspoon destinata al ruolo da protagonista. Tuttavia, nel novembre 2017, Witherspoon abbandonò il film per recitare nella seconda stagione di Big Little Lies - Piccole grandi bugie. A gennaio 2018, è stato annunciato che Hawley avrebbe anche diretto il film, mentre Natalie Portman ha ottenuto il ruolo da protagonista. Le riprese sono iniziate nel giugno 2018.

## Promozione
Il primo trailer del film viene diffuso il 19 marzo 2019.

## Distribuzione
Il film è stato presentato in anteprima l'11 settembre 2019 al Toronto International Film Festival e distribuito nelle sale cinematografiche statunitensi dal 4 ottobre 2019.